# François-Clément Moreau
Pour les articles homonymes, voir Moreau.

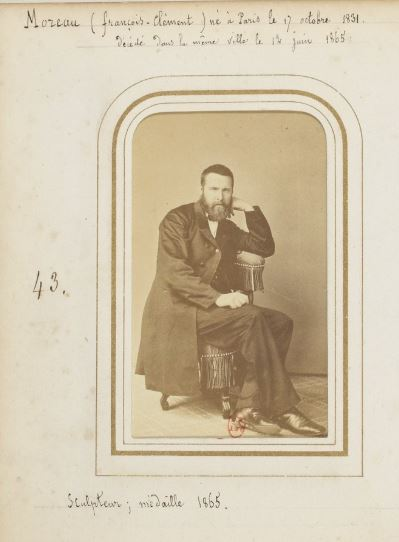
François-clément Moreau photographié en 1965.
Recueil. Portraits d'artistes, Paris, Bibliothèque nationale de France.

François-Clément Moreau, né le 17 octobre 1831 à Paris où il est mort le 12 juin 1865 dans le 6e arrondissement, est un sculpteur français.

## Biographie
François-Clément Moreau est élève à l’École des beaux-arts de Paris dans les ateliers de James Pradier et Pierre-Charles Simart. Il échoue à trois reprises au prix de Rome. Il débute au Salon de 1853 avec un buste. Il sera à nouveau présent en 1857, 1859, 1861 et de 1863 à 1865.
En 1856, les professeurs de l'École impériale et spéciale des beaux-arts ayant institué une grande médaille d'émulation pour la 
peinture et pour la sculpture, un second accessit lui est accordé pour la sculpture.
Il est marié et a un enfant de 5 ans lorsqu'il meurt le 12 juin 1865, « après trois jours de souffrance à la suite de la rupture d’un vaisseau sanguin »[réf. nécessaire]. Plusieurs  initiatives sont prises pour venir en aide à sa femme et à son fils : une souscription est organisée, que le journal Le Courrier artistique annonce en page une le 18 juin 1865, l'Académie des Beaux décide d'attribuer à la veuve Moreau le prix Lambert.

## Œuvres
- Buste, 1853[réf. nécessaire].
- Caton d'Utique, 1856[réf. nécessaire].
- Première ivresse, 1857[réf. nécessaire].

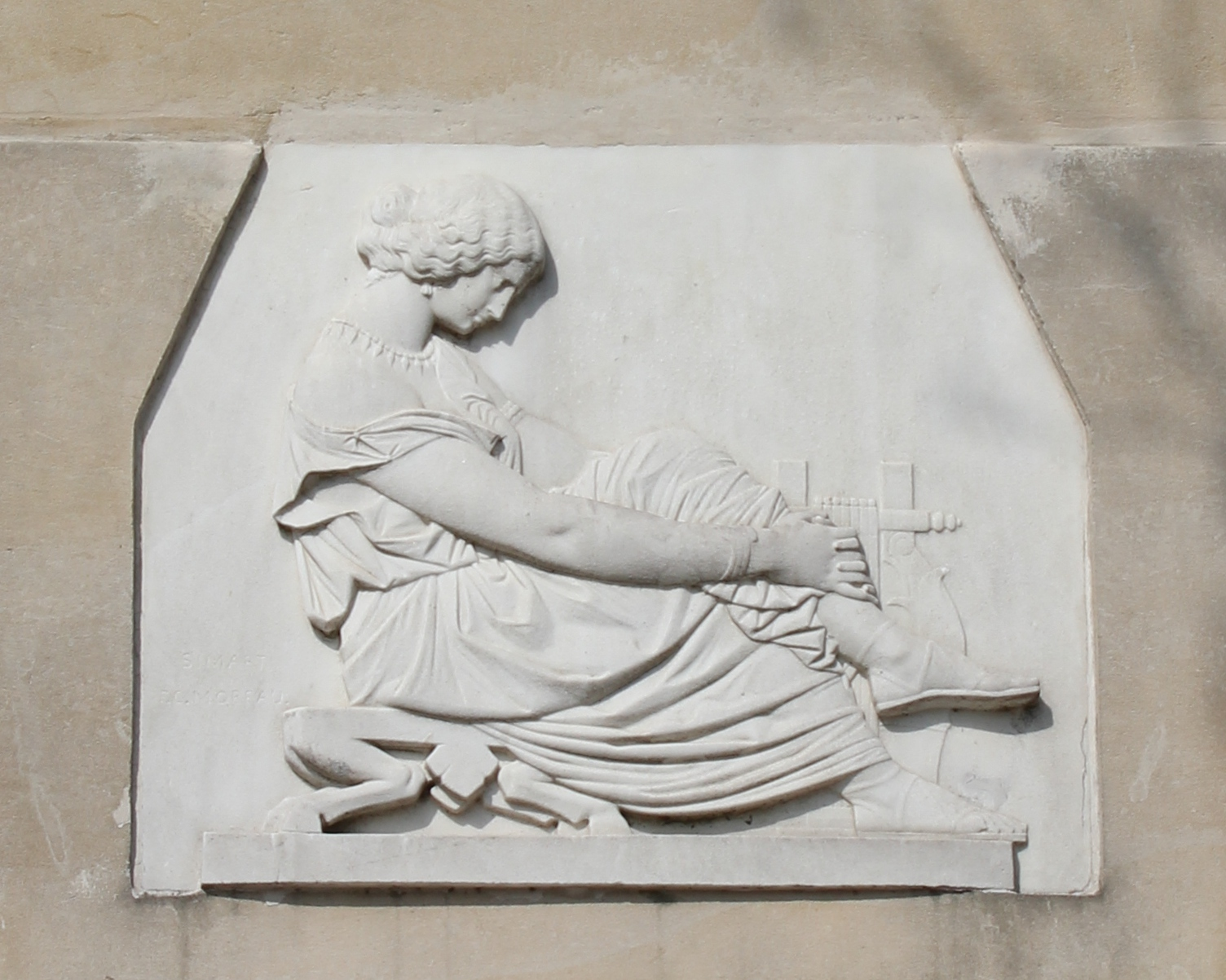
Pierre-Charles Simart et François-Clément Moreau, Sapho, d'après l'œuvre de James Pradier, bas-relief ornant la tombe de Pradier, Paris, cimetière du Père-Lachaise.

- Aristophane, 1865. Exposée au salon de 1865, cette œuvre connaît un accueil critique favorable et obtient une médaille[5].